# Jevice
Jevice（韓語：주비스）是韓國Dream T娛樂於2012年推出的二人女子音樂團體，由前T-ara成員Hana及Solo歌手Juri （页面存档备份，存于）組成。Jevice是由Jewelry和Voice兩個單字組成，意指「具有寶石般的歌聲」。此外，經紀公司也表示：「目前在樂壇上雙人組合不是很多，也希望他們能以As One、Davichi的方向努力」。
Jevice的粉絲名稱為「GEMINIS」。

## 成員資料

### Hana
- 本名：李智愛（이지애 / Lee Ji Ae）
- 藝名：Hana（하나 / 荷娜）
- 前藝名：智愛（지애 / Ji Ae）
- 出生日期：1987年8月6日（37歲）
- 星座：獅子座
- 身高：163CM
- 體重：43KG
- 血型：B
- 學歷：河源大學實用音樂科
- 興趣：上網玩遊戲
- 特長：鋼琴、電吉他
- 曾屬團體：T-ara
- 曾屬公司：Good娛樂（朝鲜语：굿엔터테인먼트）、Core Contents Media
- 經歷：曾與SPICA成員知元一同作為T-ara成員，也是出道前的第一位隊長，但因不同音樂風格於正式出道前退出組合。
- 出道前作品：以T-ara成員身分為MBC水木連續劇《男版灰姑娘》演唱OST《好人좋은 사람》。

### Juri
- 本名：李珠利 （页面存档备份，存于）（이주리 / Lee Ju Ri）
- 藝名：Juri（주리 / 珠利）
- 前藝名：Iahsi（이아시 / 李雅詩）
- 出生日期：1988年9月28日（36歲）
- 星座：天秤座
- 血型：O
- 身高：168CM
- 體重：47KG
- 學歷：白石藝術類實用音樂學科
- 曾屬團體：Qualifying Love
- 曾屬公司：Professional娛樂
- 經歷：曾以Iahsi這名字在2009年發行過一張單曲《Hello （页面存档备份，存于）》，並參與過綜藝節目「快樂星期天」。

## 作品

### 音樂作品

#### 迷你專輯
- 2012年
  - L.A.D （页面存档备份，存于）[1]

#### 單曲
- 2012年
  - YouTube上的Love Changes (사랑이 변하면)（來了來了終於來了OST Part.2）
  - 2012年7月27日-首張單曲《現在相愛好嗎》[2]
- 2013年
  - 2013年2月14日-第二張單曲《向著你的心》(너를 향한 마음)
  - YouTube上的CAUSE OF U
  - YouTube上的Don't answer the phone (전화 받지마)

### MV
- HaNa
  - YouTube上的孫堅《你若安好便是晴天》

## 外部連結
- YouTube上的Jevice Official Channel頻道
- 주비스的X（前Twitter）
- Official Daum （页面存档备份，存于）
- 하나的X（前Twitter）
- 주리的X（前Twitter）